# Aiden Hinson
Aiden Hinson (* 5. Juni 2003) ist ein australischer Leichtathlet, der sich auf den Dreisprung spezialisiert hat.

## Sportliche Laufbahn
Erste internationale Erfahrungen sammelte Aiden Hinson im Jahr 2019, als er bei den U18-Ozeanienmeisterschaften in Townsville mit einer Weite von 15,16 m die Goldmedaille im Dreisprung gewann. 2023 belegte er bei den World University Games in Chengdu mit 16,04 m den siebten Platz.
2023 wurde Hinson australischer Meister im Dreisprung.